# Adela od Dreuxa
Adela od Dreuxa (Adèle de Dreux) bila je srednjovjekovna plemkinja, francuska grofica.
Njeni roditelji su bili Robert I. od Dreuxa i njegova druga žena, Hawise od Salisburyja. Robert je bio sin kralja Luja VI.
Adela je rođena 1145. godine.
24. lipnja 1156. udala se za Valérana III., grofa Breteuila. Njihovo je prvo dijete bila Adela, žena Raula le Rouxa. Drugo dijete im je bila Amicija, žena Balduina od Yerresa, Ivana Briarda i Gauthiera od Rinsela. Treće dijete im je bila Matilda, žena Šimuna Clermontskoga.
Adela je bila i žena Guya II. od Châtillona, kojem je rodila Alisu, Gauchera III. i Mariju, suprugu Renauda I. od Dammartina.
Adelin je treći muž bio Ivan I. od Thorottea. Dobili su djecu: Ivana, Ivanu i Filipa.
Adelin posljednji muž bio je Rudolf Dobri; Adela mu je rodila Gertrudu i Eleonoru.